# Перше Мая (Понировський район)
Перше Мая (рос. Первое Мая) — хутір в Понировському районі Курської області Російської Федерації.
Населення становить 26 осіб. Входить до складу муніципального утворення 1-й Понировська сільрада.

## Історія
Населений пункт розташований на території українського етнічного та культурного краю Східна Слобожанщина.
Від 2004 року входить до складу муніципального утворення 1-й Понировська сільрада.

## Населення
| 2010 |
| ---- |
| 26   |